# Barbula napoana
Barbula napoana là một loài rêu trong họ Pottiaceae. Loài này được (De Not.) A. Jaeger mô tả khoa học đầu tiên năm 1873.